# فرودگاه سانتا ینز
فرودگاه سانتا ینز (به انگلیسی: Santa Ynez Airport) یک فرودگاه همگانی با کد یاتا SQA است که یک باند فرود آسفالت دارد و طول باند آن ۸۵۵ متر است. این فرودگاه در کشور ایالات متحده آمریکا قرار دارد و در ارتفاع ۲۰۵ متری از سطح دریا واقع شده است.